# سیارک ۱۸۶

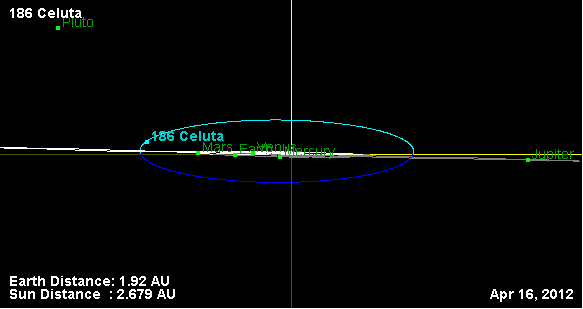
نمایی از محل قرارگیری سیارک ۱۸۶ در مدار – ۲۰۱۲

سیارک ۱۸۶ (به انگلیسی: 186 Celuta) صد و هشتاد و ششمین سیارک کشف شده‌است که در ۶ آوریل ۱۸۷۸ و در پاریس کشف شد.
قدر مطلق سیارک برابر ۸٫۹۱ است.